# (17447) Heindl
(17447) Heindl es un asteroide perteneciente al cinturón interior de asteroides, región del sistema solar que se encuentra entre las órbitas de Marte y Júpiter.
Fue descubierto el 25 de abril de 1990 por Eleanor F. Helin  desde el Observatorio Palomar.

## Designación y nombre
Designado provisionalmente como 1990 HE, fue nombrado en honor a Clifford J. Heindl (n. 1926) quien ha dirigido la División de Ciencias Espaciales y de la Tierra del Laboratorio de Propulsión a Chorro desde 1978 como subgerente. Su perspicacia excepcional, habilidades administrativas sobresalientes, conocimiento experto, dedicación al deber e integridad personal le han valido el mayor respeto en JPL.

## Características orbitales
(17447) Heindl está situado a una distancia media del Sol de 1,941 ua, pudiendo alejarse hasta 2,164 ua y acercarse hasta 1,718 ua. Su excentricidad es 0,115 y la inclinación orbital 24,799 grados. Emplea 987,52 días en completar una órbita alrededor del Sol.
Pertenece a la familia de asteroides de (434) Hungaria.

## Características físicas
La magnitud absoluta de (6384) Kervin es 14,72. 